# Munehisa Kuroiwa
Munehisa Kuroiwa (japanisch 黒岩 宗久 Kuroiwa Munehisa; * 19. April 1966 in Tsumagoi) ist ein ehemaliger japanischer Eisschnellläufer.

## Werdegang
Kuroiwa wurde im Jahr 1986 japanischer Meister im Großen Vierkampf und kam zudem bei japanischen Meisterschaften dreimal auf den zweiten Platz. International startete er erstmals bei den Juniorenweltmeisterschaften 1984 in Assen, wo er den Wettbewerb im Kleinen Vierkampf nach zwei von vier Läufen vorzeitig beendete. In der Saison 1985/86 lief er bei der Mehrkampfweltmeisterschaft 1986 in Inzell auf den 19. Platz im Großen Vierkampf und gewann bei den Winter-Asienspielen 1986 in Sapporo die Bronzemedaille über 5000 m, die Silbermedaille über 1500 m sowie die Goldmedaille über 10.000 m. In der Saison 1987/88 belegte er bei der Mehrkampfweltmeisterschaft 1988 in Alma Ata den 23. Platz im Großen Vierkampf und bei den Olympischen Winterspielen 1988 in Calgary den 27. Platz über 5000 m sowie den 16. Rang über 1500 m. International startete er letztmals bei der Mehrkampfweltmeisterschaft 1989 in Oslo, wobei er den 12. Platz im Großen Vierkampf errang. Sein Bruder Akira Kuroiwa war ebenfalls als Eisschnellläufer aktiv.

## Erfolge

### Olympische Spiele
- 1988 Calgary: 16. Platz 1500 m, 27. Platz 5000 m

### Mehrkampf-Weltmeisterschaften
- 1986 Inzell: 19. Platz Großer Vierkampf
- 1988 Alma Ata: 23. Platz Großer Vierkampf
- 1989 Oslo: 12. Platz Großer Vierkampf

### Winter-Asienspiele
- 1986 Sapporo: 1. Platz 10.000 m, 2. Platz 1500 m, 3. Platz 5000 m

## Persönliche Bestleistungen
| Disziplin | Zeit         | Datum             | Ort       |
| --------- | ------------ | ----------------- | --------- |
| 500 m     | 38,24 s      | 30. Januar 1988   | Calgary   |
| 1000 m    | 1:18,44 min  | 12. Februar 1987  | Changchun |
| 1500 m    | 1:55,42 min  | 13. Februar 1988  | Calgary   |
| 3000 m    | 4:08,58 min  | 3. Januar 1987    | Karuizawa |
| 5000 m    | 7:05,89 min  | 15. Februar 1986  | Inzell    |
| 10.000 m  | 15:03,31 min | 25. Dezember 1986 | Nikkō     |